# Sloveanka, Mejova
Sloveanka (în ucraineană Слов`янка) este localitatea de reședință a comunei Sloveanka din raionul Mejova, regiunea Dnipropetrovsk, Ucraina.

## Demografie
Componența lingvistică a localității Sloveanka
     Ucraineană (97,31%)
     Rusă (2,6%)
     Alte limbi (0,04%)
Conform recensământului din 2001, majoritatea populației localității Sloveanka era vorbitoare de ucraineană (97,31%), existând în minoritate și vorbitori de rusă (2,6%).